# Sandra Govinden
Sandra Govinden (née le 19 février 1969) est une athlète mauricienne. 

## Biographie
Sandra Govinden est championne de Maurice du 100 mètres en 1986 et 1988, du 200 mètres en 1992, du 400 mètres en 1992, 1993 et 1994, du 100 mètres haies en 1984, 1985, 1986, 1988, 1989, 1990, 1991 et 1993, du 400 mètres haies en 1990, 1991, 1992 et 1993 ainsi que du saut en longueur en 1986.
Elle remporte la médaille de bronze du relais 4 × 400 mètres lors des Championnats d'Afrique d'athlétisme 1992.

## Palmarès
| Date | Compétition            | Lieu             | Résultat | Épreuve   | Temps         |
| ---- | ---------------------- | ---------------- | -------- | --------- | ------------- |
| 1992 | Championnats d'Afrique | Belle Vue Maurel | 3e       | 4 × 400 m | 3 min 42 s 68 |